# Antic Ajuntament (Corbera d'Ebre)
L'Antic Ajuntament és una obra de Corbera d'Ebre (Terra Alta) inclosa a l'Inventari del Patrimoni Arquitectònic de Catalunya.

## Descripció
Façana de carreus de pedra. A la planta baixa dues obertures, l'una està tapiada i l'altra és actualment l'entrada al garatge. A la planta primera hi ha una finestra amb els brancals i la llinda motllurades. Aquesta finestra no és cap tancament, només resta de l'antiga edificació.